# مهدی فلاح (سیاستمدار)
مهدی فلاح (زادهٔ ۱۳۶۳ در رشت) پزشک، سیاستمدار و نمایندهٔ شهرستان‌های رشت و خمام در دوره دوازدهم مجلس شورای اسلامی است. وی با کسب ۳۴٬۶۸۲ رأی انتخاب و به مجلس راه یافت.